# Bukit Jambul
Bukit Jambul là một khu dân cư nằm ở phía Đông Bắc Đảo Penang, Penang, Malaysia. Nằm 9,9 km (6,2 mi) về phía tây nam của trung tâm George Town, thủ phủ Penang, Bukit Jambul cũng tiếp giáp với thị trấn công nghiệp Bayan Lepas ở phía nam.

## Giao thông
Tuyến xe buýt Penang nhanh 301 và 306 bao gồm các điểm dừng trong khu phố Bukit Jambul. Các tuyến đường này kết nối khu phố với nhiều điểm đến khác nhau dọc theo phía đông của Đảo Penang, bao gồm cả George Town và các vùng ngoại ô của nó, cũng như Sân bay Quốc tế Penang. Khu vực lân cận cũng được phục vụ bởi hai tuyến đường vận chuyển giảm tải (CAT) của Rapid Penang - cụ thể là các tuyến Sungai Dua và Bayan Baru - được cung cấp miễn phí.
Ngoài các tuyến đường này, Rapid Penang còn có thêm ba tuyến xe buýt xuyên eo biển - BEST A, BEST B và BEST C - chủ yếu phục vụ cho các công nhân làm việc hàng ngày giữa Bukit Jambul, Khu Công Nghiệp Miễn Phí Bayan Lepas và Seberang Perai trên đất liền.

## Giáo dục
Một trường trung học, SMK Bukit Jambul, nằm trong khu phố. Ngoài ra, cơ sở Penang của Đại học Quốc tế INTI cũng nằm trong khu vực lân cận, cung cấp các khóa học đại học và các chương trình song sinh khác nhau với các trường đại học nước ngoài.

## Thể thao
Khai trương vào năm 1984, Penang Golf Club, nằm trong Bukit Jambul, là sân gôn 18 lỗ duy nhất trên Đảo Penang. Sân gôn tổ chức giải Malaysia mở rộng năm 1992, được Vijay Singh thắng và được tân trang lần cuối vào năm 2012.

## Mua sắm
Khu phức hợp Bukit Jambul 9 tầng được hoàn thành vào năm 1997 và là một trong những trung tâm mua sắm lớn trong khu vực. Trung tâm mua sắm này có hơn 400 cửa hàng và một số cửa hàng giải trí, bao gồm cả rãnh chơi bowling và rạp chiếu phim. Tuy nhiên, nó cũng đã bị giảm sút trong những năm gần đây, do cuộc khủng hoảng tài chính năm 2008.